# Jakub (patriarcha Konstantynopola)
Jakub, gr. Ιάκωβος (zm. 1700) – grecki duchowny prawosławny, patriarcha ekumeniczny Konstantynopola w latach 1679–1682, 1685–1686 i 1687–1688.

## Życiorys
Pochodził z Chios, początkowo był metropolitą Larisy. W 1679 r. został wybrany na patriarchę Konstantynopola w miejsce odsuniętego Atanazego IV. Swój urząd sprawował do 30 lipca 1682 r., kiedy to zrezygnował pod wpływem działań Dionizego IV, który objął tron patriarszy po raz trzeci. Ponownie został powołany na urząd patriarchy przez sobór biskupów w 1685 r. 7 kwietnia 1686 r. po raz drugi stracił swój urząd, ponownie wskutek intryg Dionizego IV. Powrócił na tron patriarszy 17 października 1687 r., dzięki przekupieniu wielkiego wezyra. Dionizy IV Muselimes został tymczasem uwięziony przez administrację turecką, która w owych czasach często w zamian za korzyści finansowe od konkurujących ze sobą frakcji prawosławnych zmieniała obsadę tronu patriarszego.
3 marca 1688 r. zrezygnował i uciekł do Mołdawii, gdzie zmarł w 1700 r.